# Cypřišovité

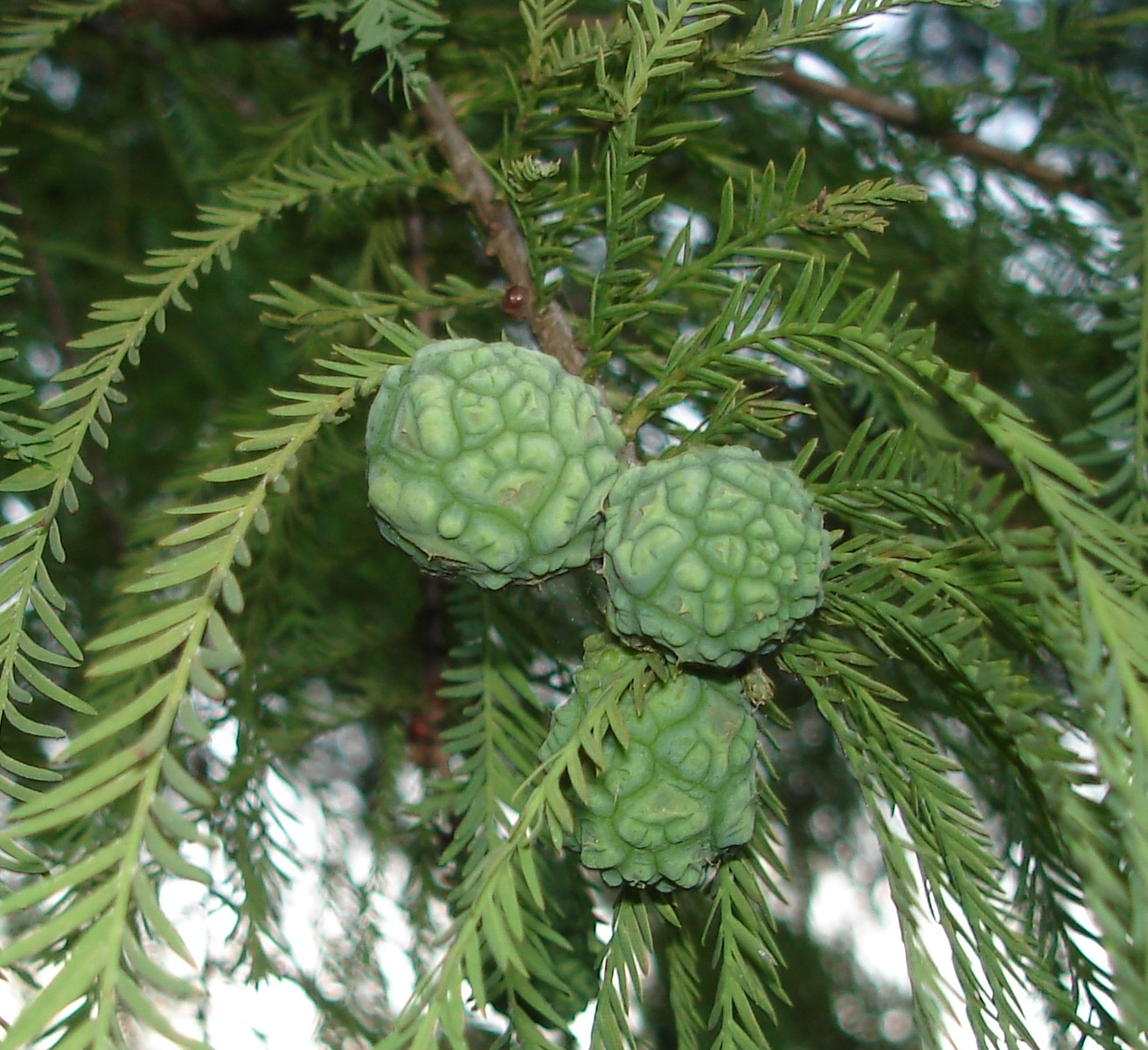
Tisovec dvouřadý: samičí šištice

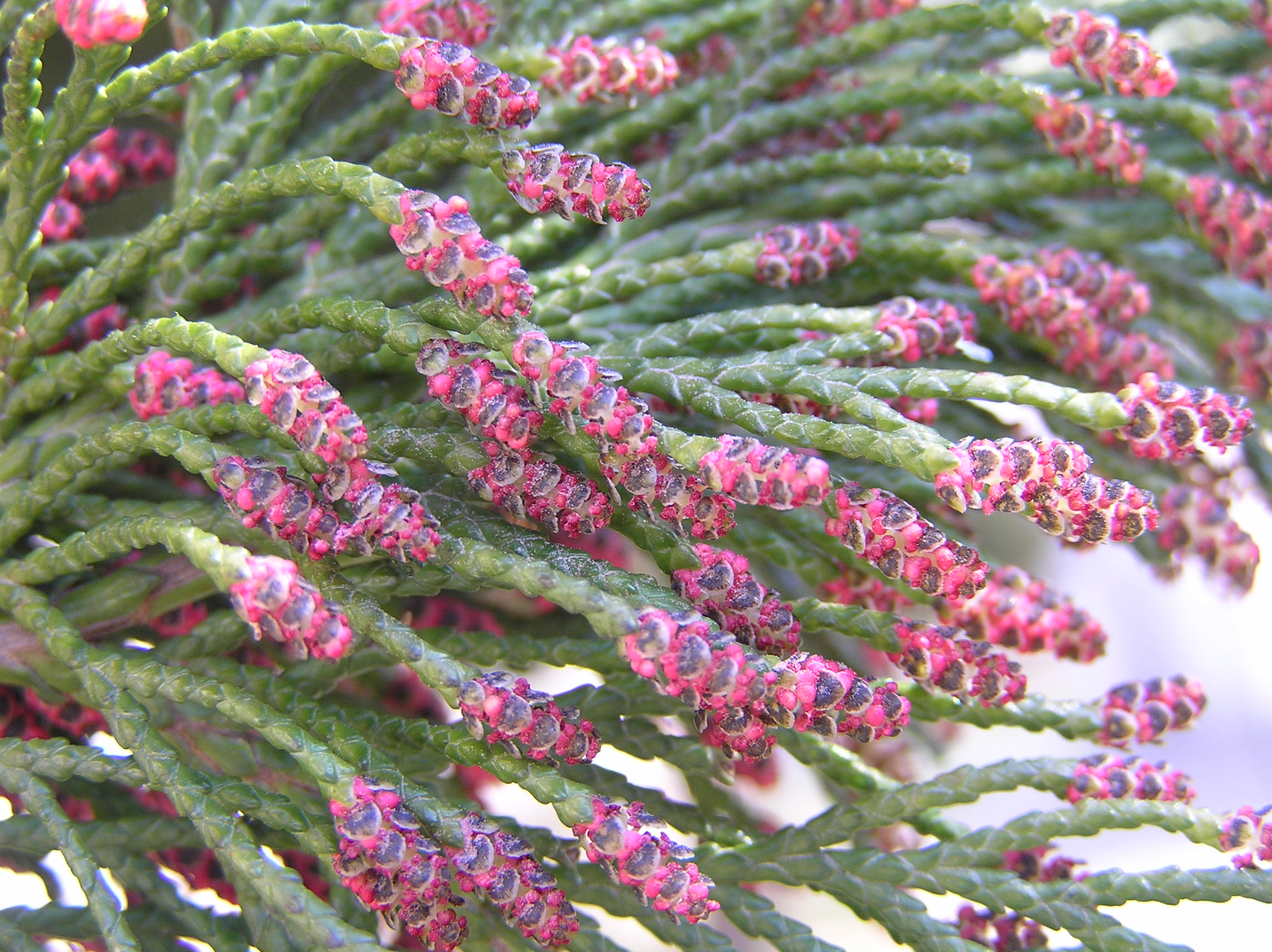
Cypřišek Lawsonův: samčí šištice

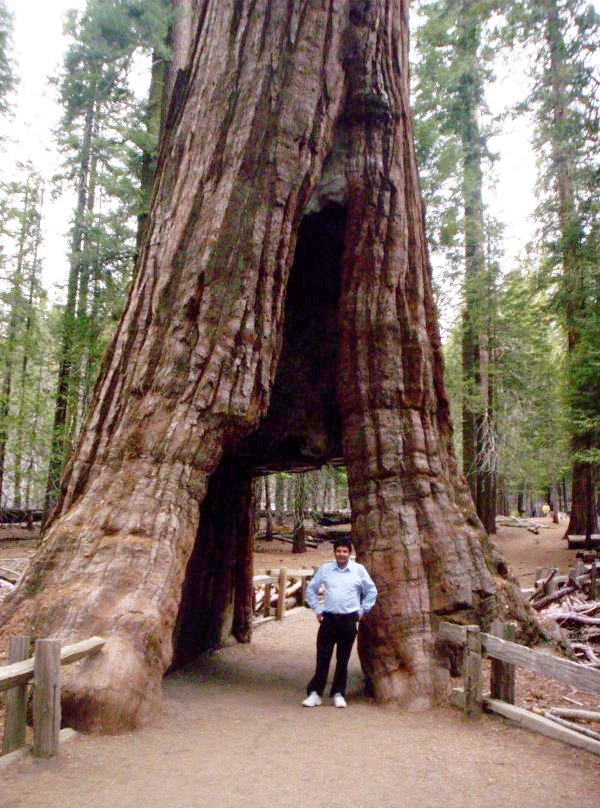
Sekvojovec obrovský (Sequoiandendron giganteum)

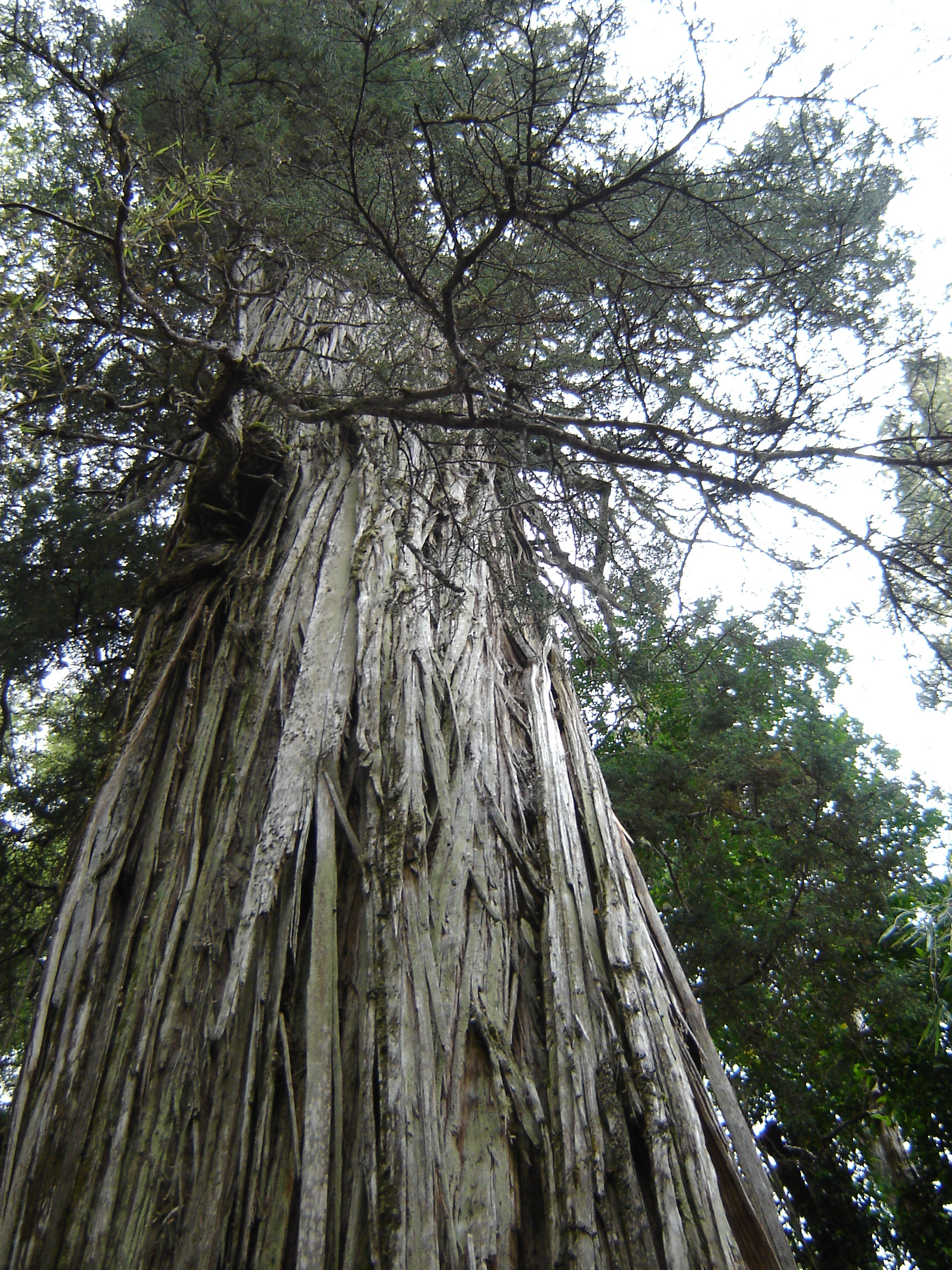
Fitzroya cypřišovitá (Fitzroya cupressoides)

Cypřišovité (Cupressaceae) je čeleď řádu borovicotvarých z třídy jehličnanů. V moderním širokém pojetí zahrnuje 25–30 rodů a cca 130 druhů. Fosilní záznamy dokládají jejich existenci již v období jury. Mnohé patří k významným okrasným dřevinám, především jalovce, cypřišky a túje se celosvětově pěstují v tisících kultuvarů. Poskytují také kvalitní dřevo; většina jeho přirozených zásob však již byla zdevastována nadměrnou těžbou v minulosti a ke komerčně využívaným patří jen několik málo druhů. Řada dříve masivně těžených stromů patří dnes k ohroženým a chráněným.

## Rozšíření
Čeleď cypřišovitých má ze všech jehličnanů nejrozsáhlejší areál rozšíření zahrnující vyjma Antarktidy všechny kontinenty; je to především díky rodu Juniperus (jalovec), který je rozšířen prakticky v celé holoarktické květenné říši a také v rovníkové Africe. Mnoho rodů má naopak areál malý a reliktní a jsou vzácnými lokálními endemity. Velké druhové pestrosti čeleď dosahuje ve východní a jihovýchodní Asii, v Severní Americe a v jižních oblastech jižní polokoule (Austrálie, Nový Zéland, jih Jižní Ameriky). Její zástupci rostou od 71° severní zeměpisné šířky v Norsku (jalovec obecný) po 55° jižní šířky v Chile (Pilgerodendron uviferum). Jalovec indický je zase dřevinou rostoucí v nejvyšší nadmořské výšce, lze ho nalézt v Tibetu až do 5200 m n. m. Dost druhů roste v horských tropických deštných pralesích a rod Cupressus dupreziana zase ve velice suchých oblastech centrální Sahary.

## Popis
Jsou to bohatě větvené dřeviny různé velikosti, jednodomé nebo dvoudomé (např. jalovec) stromy nebo keře o výškách od 1 m do 115 m. Vláknitá kůra dospělých stromů mívá oranžově hnědou až červeno hnědou barvu, její povrch je hladký, šupinatý nebo rozpraskaný. Dřevo některých druhů má pryskyřičné kanálky, jiných nikoli. Obsahují terpenoidy, tropony, lignany, biflavony aj.
Listy jsou vstřícné, křižmostojné, ve trojčetných přeslenech nebo šupinovité, jednožilnaté. Většina rodů vytváří na nejmladších rostlinách jehlicovité listy (juvenilní-mladistvé) a teprve v dalším vývojovém stadiu listy šupinové (adultní-dospělé). Listy přetrvávají na stromech průměrně 2 až 10 let, některé druhy jsou i opadavé.
Samčí šištice jsou drobné, tvořené šupinovitými tyčinkami se 2 až 9 prašnými pouzdry, pylová zrna netvoří vzdušné váčky ani prothaliové buňky.
Samičí šištice vyrůstají jednotlivé na terminálních výhonech nebo bývají úžlabní, jsou kulovité, vejcovité nebo podlouhlé, mají větší počet podpůrných šupin srostlých se semennými, na vřeteni jsou křižmostojné nebo ve šroubovici, obsahují 2 až 12 vajíček. Embryo má více děloh, 2 až 6, dozrávají prvním až třetím rokem po anemogamním opylení. Zralé jsou šišky dřevnaté, kožovité nebo zdužnatělé (tzv. galbulus u jalovců), mívají 1 až 20 semen s křidélky nebo bez.
Většina dřevin této čeledi formuje vztahy vesikulárně-arbuskulární mykorhizy s houbami.

## Taxonomie
Čeleď cypřišovité je po posledních úpravách pojata velice široce, byla do ní včleněna i bývalá čeleď tisovcovité. Po genetické i morfologické analýze je čeleď rozdělena do 7 podčeledí. Zhruba polovina rodů je monotypických, obsahujích tedy pouze jediný druh, a vývojově od sebe značně vzdálených. Sesterskou skupinou je čeleď tisovité (Taxaceae).
- podčeleď Cupressoideae
  - rod cypřiš (Cupressus), 25 druhů včetně někdy vydělovaných rodů Xanthocyparis, Hesperocyparis a Callitropsis; subtropické a mírné oblasti Ameriky a Eurasie
  - rod cypřišek (Chamaecyparis), 6 druhů včetně dříve vydělovaného monotypického rodu Fokienia; východní Asie, východ a západ Severní Ameriky
  - rod jalovec (Juniperus), 63 druhů; převážná většina severní polokoule
  - rod mikrobiota (Microbiota), 1 druh; ruský Dálný východ
  - rod pazerav (Calocedrus), 4 druhy; Čína, Indočína, západ Severní Ameriky
  - rod sandarakovník (Tetraclinis), 1 druh, západní Středomoří
  - rod zerav (Thuja), 5 druhů; Severní Amerika, Čína, východní Asie
  - rod zeravec (Platycladus), 1 druh; Čína, východní Asie
  - rod zeravinec (Thujopsis), 1 druh, Japonsko
- podčeleď Athrotaxidoideae
  - rod hustořadec (Athrotaxis), 2–3 druhy, Tasmánie
- podčeleď Callitroideae
  - rod Austrocedrus, 1 druh, jih Jižní Ameriky
  - rod sandarakovec (Callitris), 20 druhů včetně rodu Actinostrobus; Austrálie, Nová Kaledonie
  - rod diselma (Diselma), 1 druh, Tasmánie
  - rod fitzroya (Fitzroya), 1 druh, jih Jižní Ameriky
  - rod pazeravec (Libocedrus), 5–6 druhů; Nový Zéland, Nová Kaledonie
  - rod Neocallitropsis, 1 druh, někdy spojován s rodem Callitris; Nová Kaledonie
  - rod Papuacedrus, 1 druh; Papuasie, Nová Guinea
  - rod Pilgerodendron, 1 druh, někdy spojován s rodem Libocedrus; jih Jižní Ameriky
  - rod widringtonie (Widdringtonia), 4 druhy, jižní Afrika
- podčeleď Cunninghamioideae
  - rod ostrolistec (Cunninghamia), 1–2 druhy, Čína a Indočína
- podčeleď Sequoioideae
  - rod metasekvoje (Metasequoia), 1 druh, Čína
  - rod sekvoj (Sequoia), 1 druh, pacifická Severní Amerika
  - rod sekvojovec (Sequoiadendron), 1 druh, pacifická Severní Amerika
- podčeleď Taiwanioideae
  - rod tajvánie (Taiwania), 1 druh; Čína, Indočína, Tchaj-wan
- podčeleď Taxodioideae
  - rod kryptomerie (Cryptomeria), 1 druh, Japonsko
  - rod patisovec (Glyptostrobus), 1 druh, Čína a Indočína
  - rod tisovec (Taxodium), 2 druhy, Severní a Střední Amerika[2][3]

Příbuzenské vztahy jednotlivých podčeledí znázorňuje následující fylogenetický strom:
|  | Taxodioideae                                                    |
|  |                                                                 |
|  | \| \| Callitroideae \| \| \| \| \| \| Cupressoideae \| \| \| \| |
|  |                                                                 |
|  | Callitroideae                                                   |
|  |                                                                 |
|  | Cupressoideae                                                   |
|  |                                                                 |

|  | Callitroideae |
|  |               |
|  | Cupressoideae |
|  |               |

|  | Taxodioideae                                                    |
|  |                                                                 |
|  | \| \| Callitroideae \| \| \| \| \| \| Cupressoideae \| \| \| \| |
|  |                                                                 |
|  | Callitroideae                                                   |
|  |                                                                 |
|  | Cupressoideae                                                   |
|  |                                                                 |

|  | Callitroideae |
|  |               |
|  | Cupressoideae |
|  |               |

|  | Taxodioideae                                                    |
|  |                                                                 |
|  | \| \| Callitroideae \| \| \| \| \| \| Cupressoideae \| \| \| \| |
|  |                                                                 |
|  | Callitroideae                                                   |
|  |                                                                 |
|  | Cupressoideae                                                   |
|  |                                                                 |

|  | Callitroideae |
|  |               |
|  | Cupressoideae |
|  |               |

|  | Taxodioideae                                                    |
|  |                                                                 |
|  | \| \| Callitroideae \| \| \| \| \| \| Cupressoideae \| \| \| \| |
|  |                                                                 |
|  | Callitroideae                                                   |
|  |                                                                 |
|  | Cupressoideae                                                   |
|  |                                                                 |

|  | Callitroideae |
|  |               |
|  | Cupressoideae |
|  |               |

|  | Taxodioideae                                                    |
|  |                                                                 |
|  | \| \| Callitroideae \| \| \| \| \| \| Cupressoideae \| \| \| \| |
|  |                                                                 |
|  | Callitroideae                                                   |
|  |                                                                 |
|  | Cupressoideae                                                   |
|  |                                                                 |

|  | Callitroideae |
|  |               |
|  | Cupressoideae |
|  |               |

|  | Taxodioideae                                                    |
|  |                                                                 |
|  | \| \| Callitroideae \| \| \| \| \| \| Cupressoideae \| \| \| \| |
|  |                                                                 |
|  | Callitroideae                                                   |
|  |                                                                 |
|  | Cupressoideae                                                   |
|  |                                                                 |

|  | Callitroideae |
|  |               |
|  | Cupressoideae |
|  |               |

|  | Taxodioideae                                                    |
|  |                                                                 |
|  | \| \| Callitroideae \| \| \| \| \| \| Cupressoideae \| \| \| \| |
|  |                                                                 |
|  | Callitroideae                                                   |
|  |                                                                 |
|  | Cupressoideae                                                   |
|  |                                                                 |

|  | Callitroideae |
|  |               |
|  | Cupressoideae |
|  |               |

|  | Taxodioideae                                                    |
|  |                                                                 |
|  | \| \| Callitroideae \| \| \| \| \| \| Cupressoideae \| \| \| \| |
|  |                                                                 |
|  | Callitroideae                                                   |
|  |                                                                 |
|  | Cupressoideae                                                   |
|  |                                                                 |

|  | Callitroideae |
|  |               |
|  | Cupressoideae |
|  |               |

|  | Taxodioideae                                                    |
|  |                                                                 |
|  | \| \| Callitroideae \| \| \| \| \| \| Cupressoideae \| \| \| \| |
|  |                                                                 |
|  | Callitroideae                                                   |
|  |                                                                 |
|  | Cupressoideae                                                   |
|  |                                                                 |

|  | Callitroideae |
|  |               |
|  | Cupressoideae |
|  |               |

|  | Taxodioideae                                                    |
|  |                                                                 |
|  | \| \| Callitroideae \| \| \| \| \| \| Cupressoideae \| \| \| \| |
|  |                                                                 |
|  | Callitroideae                                                   |
|  |                                                                 |
|  | Cupressoideae                                                   |
|  |                                                                 |

|  | Callitroideae |
|  |               |
|  | Cupressoideae |
|  |               |

|  | Taxodioideae                                                    |
|  |                                                                 |
|  | \| \| Callitroideae \| \| \| \| \| \| Cupressoideae \| \| \| \| |
|  |                                                                 |
|  | Callitroideae                                                   |
|  |                                                                 |
|  | Cupressoideae                                                   |
|  |                                                                 |

|  | Callitroideae |
|  |               |
|  | Cupressoideae |
|  |               |

|  | Taxodioideae                                                    |
|  |                                                                 |
|  | \| \| Callitroideae \| \| \| \| \| \| Cupressoideae \| \| \| \| |
|  |                                                                 |
|  | Callitroideae                                                   |
|  |                                                                 |
|  | Cupressoideae                                                   |
|  |                                                                 |

|  | Callitroideae |
|  |               |
|  | Cupressoideae |
|  |               |

|  | Taxodioideae                                                    |
|  |                                                                 |
|  | \| \| Callitroideae \| \| \| \| \| \| Cupressoideae \| \| \| \| |
|  |                                                                 |
|  | Callitroideae                                                   |
|  |                                                                 |
|  | Cupressoideae                                                   |
|  |                                                                 |

|  | Callitroideae |
|  |               |
|  | Cupressoideae |
|  |               |

|  | Taxodioideae                                                    |
|  |                                                                 |
|  | \| \| Callitroideae \| \| \| \| \| \| Cupressoideae \| \| \| \| |
|  |                                                                 |
|  | Callitroideae                                                   |
|  |                                                                 |
|  | Cupressoideae                                                   |
|  |                                                                 |

|  | Callitroideae |
|  |               |
|  | Cupressoideae |
|  |               |

|  | Taxodioideae                                                    |
|  |                                                                 |
|  | \| \| Callitroideae \| \| \| \| \| \| Cupressoideae \| \| \| \| |
|  |                                                                 |
|  | Callitroideae                                                   |
|  |                                                                 |
|  | Cupressoideae                                                   |
|  |                                                                 |

|  | Callitroideae |
|  |               |
|  | Cupressoideae |
|  |               |

|  | Taxodioideae                                                    |
|  |                                                                 |
|  | \| \| Callitroideae \| \| \| \| \| \| Cupressoideae \| \| \| \| |
|  |                                                                 |
|  | Callitroideae                                                   |
|  |                                                                 |
|  | Cupressoideae                                                   |
|  |                                                                 |

|  | Callitroideae |
|  |               |
|  | Cupressoideae |
|  |               |

## Zajímavosti
Do čeledě cypřišovité patří stromy s těmito význačnostmi:
- nejvyšší – sekvoj vždyzelená (Sequoia sempervirens) – výška 115,61 m (strom Hyperion, národní park Redwood, Kalifornie)[5]
- nejobjemnější – sekvojovec obrovský (Sequoiandendron giganteum) – objem 1487 m³ (strom Generál Sherman, národní park Sequoia, Kalifornie)[6]
- druhý nejtlustší kmen – tisovec Montezumův (Taxodium mucronatum) – průměr 14 m (strom Árbol del Tule, nedaleko Oaxaky, Mexiko)[7], (nejtlustší – baobab prstnatý (Adansonia digitata) – 15,9 m)[8]
- druhý nejstarší – fitzroya cypřišovitá (Fitzroya cupressoides) – 3639 roků[9], (nejstarší – borovice osinatá (Pinus aristata) – 4767 roků)[10], oba údaje platí v roce 2010
- V období druhohorní křídy byly tyto dřeviny mnohem více rozšířeny, a to i geograficky (jak ukázaly například objevy v jantaru z oblasti kanadské provincie Alberty). Ve třetihorách se podílely na vzniku zásob hnědého uhlí.[11]